# Nadolscy
Zasugerowano, aby ten artykuł podzielić na różne artykuły – 3 różne rody szlacheckie o różnych herbach i tym samym nazwisku.
Nadolscy – ród szlachecki herbów Pierzchała, Prus i Ślepowron.

## Historia
Pierwsze wzmianki o rodzie Nadolskich pochodzą z lat 90. XV w. Ród ten wywodził się z miejscowości Nadolna w dawnym województwie rawskim. Jednym z najważniejszych twórców znaczenia rodu w XVI w. poza założycielami linii, był kasztelan rawski i zarazem dowódca roty pieszej Samuel Stanisław Nadolski (ur. 1590). Sam Samuel Stanisław Nadolski zdobył sławę po bitwie pod Tczewem. W wieku XVIII ród Nadolskich pracował nad odzyskaniem utraconych wpływów i dóbr, nie osiągając jednak poprzedniego znaczenia. Podczas wojny północnej Nadolscy stanęli w większości po stronie Karola XII Szwedzkiego i Stanisława Leszczyńskiego. Także za Leszczyńskim stanęli podczas podwójnej elekcji roku 1733.
W XVIII. w. byli w obozie antyrosyjskim „republikantów”. Zaznaczyli się w organizacji oświaty w Księstwie Warszawskim i Królestwie Kongresowym, członkowie rodu zajmowali wybitne stanowiska w życiu politycznym.

## Członkowie rodu
- Samuel Nadolski